# Angel (Buffy the Vampire Slayer)
Angel es el séptimo episodio de la primera temporada de la serie de televisión estadounidense Buffy, la cazavampiros. Fue escrito por el coproductor ejecutivo David Greenwalt y dirigido por Scott Brazil. La narración sigue a Buffy, llegando al desenlace de los sentimientos hacia Ángel. Sin embargo cuando se besan, se asusta al ver que es un vampiro. Pero Darla está jugando a un juego mortal manipulando a Buffy y Ángel a voluntad del Maestro.

## Argumento
Darla (Julie Benz) le informa al Maestro (Mark Metcalf) que la Cazadora ha matado a otro más de los suyos. Cansado de fracasar, decide enviar al Trío (tres vampiros muy poderosos) tras ella. Buffy (Sarah Michelle Gellar) es atacada camino a casa por los Tres. Justo antes de que uno de ellos le muerda, aparece Ángel (David Boreanaz) para ayudarla. Durante la pelea uno de los vampiros golpea a Ángel, hiriéndole en las costillas. Cuando logran liberarse, van a casa de Buffy para curarlo. Buffy lo esconde en su habitación, donde Ángel duerme en el suelo (a lo que dice estar acostumbrado) y ella en la cama.
En la cueva del Maestro, Darla asesina al trío por fallar en su misión de acabar con la cazavampiros.
Cuando Buffy regresa a casa esa noche con comida para Ángel, ve que su diario ha sido movido en su mesilla de noche y piensa que Ángel lo ha leído, así que le explica que lo que escribió sobre él no es lo que parece. Para vergüenza suya cuando Angel le desmiente, diciendo que el diario fue movido por Joyece, pero que quedó intacto. Ángel le explica que él no tocó el diario, pero que tiene que irse porque se siente profundamente atraído hacia ella. Ambos se acercan y se besan, pero Ángel repentinamente se aleja. Buffy le pregunta qué sucede y él le muestra su verdadero rostro de vampiro. Buffy grita y Ángel escapa por la ventana.
Al día siguiente Giles (Anthony Head) encuentra información sobre Ángel en su diario de vigilante: su verdadero nombre es Angelus, que significa ‘rostro angelical’. Giles y Xander (Nicholas Brendon) creen que su deber es matarlo, pero Buffy y Willow (Alyson Hannigan) no lo ven así, afirmando que Ángel podría haberla matado en las muchas oportunidades que tuvo.
Mientras tanto, Ángel regresa a su casa y al entrar advierte que Darla está escondida esperándolo. Hablan sobre su pasado, que se remonta a casi 200 años atrás. Darla ve que Ángel guarda bolsas de sangre en la nevera, por lo que ya no se alimenta de humanos. Antes de irse, le sugiere que le cuente a Buffy sobre su maldición.
Darla va a casa de Buffy donde su madre, Joyce (Kristine Sutherland), se encuentra sola en la cocina. Darla se hace pasar por una compañera de clase que viene a estudiar con Buffy. En ese momento Ángel va a la casa de Buffy, pero la puerta se abre antes de que pueda llamar. Oye un grito, corre a la cocina y descubre a Darla sosteniendo a la madre de Buffy, que tiene una marca en el cuello. Darla piensa que Ángel no podrá reprimir el deseo de alimentarse de humanos, así que le pasa a Joyce y se va de la cocina. Sin embargo, algo en él se lo impide.
En ese momento Buffy entra en la cocina y ve a Ángel sosteniendo a su madre inconsciente, por lo que lo arroja por la ventana y le advierte que nunca más se acerque a su casa porque si lo hace lo matará. Mientras Giles, Xander y Willow se quedan a cuidar de su madre en el hospital, Buffy va en busca de Ángel armada con una ballesta al Bronze, que está cerrado por fumigación. Buffy y Ángel pelean hasta que ella tiene la ballesta apuntando a su corazón. Buffy le da la oportunidad de explicarse y Ángel le cuenta que una vez se alimentó de una gitana y su etnia lo castigó devolviéndole su alma, por lo que Ángel es incapaz de alimentarse de seres humanos y desde entonces vive aislado del resto de los vampiros.
En ese momento entra Darla, diciéndoles que todavía está enamorada de Ángel. Pero al oír que este se niega a volver junto al Maestro saca dos pistolas y le dispara, pero solo logra herirlo. Luego le dispara a Buffy. Giles, Xander y Willow llegan al Bronze y Willow le grita a Buffy que fue Darla y no Ángel quien mordió a su madre. Buffy logra esconderse de Darla, y cuando ésta, buscándola, se acerca a su escondite, Ángel toma la flecha que Buffy había disparado contra él y se la clava en el corazón a Darla. Tras comprobar que Buffy está bien, Ángel se marcha. El Maestro parece afectado con la muerte de Darla pero Collin, el Elegido, lo reconforta diciéndole que él le llevará a la Cazadora.
En la fiesta de reapertura del Bronze, Ángel y Buffy se encuentran en la pista de baile y deciden que es mejor no ir más lejos en su relación. Se besan y la cruz de Buffy queda marcada en el cuello de Ángel como símbolo de que un vampiro y una cazadora jamás podrán amarse.

## Actores

### Personajes principales
- Sarah Michelle Gellar como Buffy Summers.
- Nicholas Brendon como Xander Harris.
- Alyson Hannigan como Willow Rosenberg.
- Charisma Carpenter como Cordelia Chase.
- Anthony Stewart Head como Rupert Giles.

### Apariciones especiales
- Mark Metcalf como El Maestro.
- David Boreanaz como Ángel.
- Kristine Sutherland como Joyce Summers.
- Julie Benz como Darla.

### Personajes secundarios
- Andrew J. Ferchland como el Ungido.